# أرت لويس
أرت لويس (بالإنجليزية: Art Lewis)‏ هو لاعب كرة قدم أمريكية أمريكي، ولد في 9 فبراير 1911 في بوميروي في الولايات المتحدة، وتوفي في 13 يونيو 1962.

## وصلات خارجية
- أرت لويس على موقع مرجع كرة القدم المحترفة.كوم (الإنجليزية)